# Waldo (Florida)
Waldo város az USA Florida államában, Alachua megyében.

## Népesség
A település népességének változása:

| 2010 | 1 015 |
| 2020 | 846   |